# Liste der Biografien/Ped
Liste der Biografien |
Portal Biografien |
Personensuche
# |
A |
B |
C |
D |
E |
F |
G |
H |
I |
J |
K |
L |
M |
N |
O |
P |
Q |
R |
S |
T |
U |
V |
W |
X |
Y |
Z |
?
 
Pa |
Pc |
Pe |
Pf |
Ph |
Pi |
Pj |
Pk |
Pl |
Pm |
Pn |
Po |
Pr |
Ps |
Pt |
Pu |
Pv |
Pw |
Py
 
Pea |
Peb |
Pec |
Ped |
Pee |
Pef |
Peg |
Peh |
Pei |
Pej |
Pek |
Pel |
Pem |
Pen |
Peo |
Pep |
Peq |
Per |
Pes |
Pet |
Peu |
Pev |
Pew |
Pex |
Pey |
Pez
Die Liste der Biografien führt alle Personen auf, die in der deutschsprachigen Wikipedia einen Artikel haben. Dieses ist eine Teilliste mit 398 Einträgen von Personen, deren Namen mit den Buchstaben „Ped“ beginnt.

## Ped

### Peda
- Peda, Carlo (1767–1843), italienischer Ordensgeistlicher, Generalsuperior der Barnabiten und Bischof von Assisi
- Peda, Gregor (* 1948), deutscher Fotograf und Unternehmer
- Pēda, Jānis (* 1985), lettischer Volleyball- und Beachvolleyballspieler
- Peda, Patryk (* 2002), polnischer Fußballspieler
- Pedacca, Marco († 1602), italienischer römisch-katholischer Bischof
- Pedaja, Mick (* 1993), estnischer Singer-Songwriter im Bereich New Age oder Ambient
- Pedak, Paul (1934–1979), deutscher Maler und Grafiker
- Pedamenopet, altägyptischer Prophet und 1. Vorleser
- Pedan, Oleksandr (* 1986), ukrainischer Handballspieler
- Pedanius Fuscus Salinator, Gnaeus, römischer Konsul 118
- Pedanius Fuscus Salinator, Gnaeus, römischer Suffektkonsul (61)
- Pedanius Secundus, Lucius († 61), römischer Politiker, Suffektkonsul 43
- Pedarnig, Florian (1938–2022), österreichischer Komponist
- Pedarnig, Josef (* 1937), österreichischer Schriftsteller
- Pédat, Nils (* 2001), Schweizer Fussballspieler
- Pedaz, deutscher Rapper

### Pedd
- Pedd, Klaus (1943–2017), deutscher Radsportler
- Pedde, Friedhelm (* 1953), deutscher Archäologe
- Peddemors, Ella (* 2002), niederländische Fußballspielerin
- Peddicord, Clark (* 1946), US-amerikanischer Theologe und Philosoph
- Peddie, James, Baron Peddie (1905–1978), britischer Politiker
- Peddie, Thomas Baldwin (1808–1889), US-amerikanischer Politiker
- Peddle, Brian (* 1957), kanadischer General der Heilsarmee
- Peddle, Chuck (1937–2019), US-amerikanischer Elektronik-Ingenieur

### Pede
- Pede, Anni (* 1940), deutsche Mittelstreckenläuferin und Marathonpionierin
- Pede, Miriam (* 1975), deutsche Fernseh- und Radiomoderatorin und JournalistinMiriam Pede (* 1975)

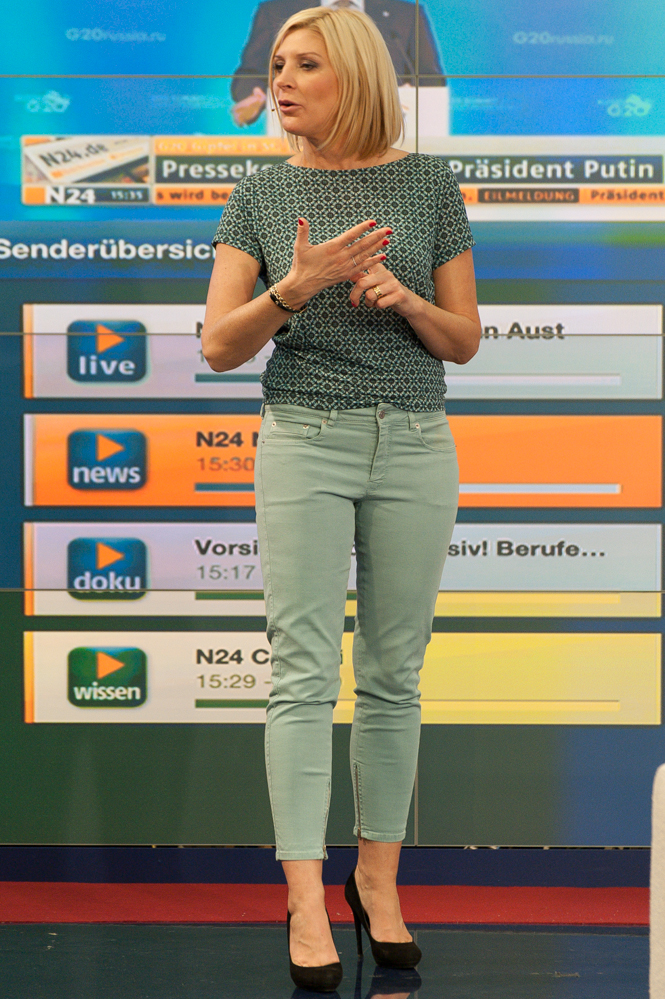
Miriam Pede (* 1975)

- Pede, Stefan (* 1980), deutscher Comicautor
- Pedell, Burkhard (* 1967), deutscher Ökonom
- Pédémas, Olivier (* 1968), französischer Fußballtorhüter und -trainer
- Pedemonte, Eduardo (* 2003), guamischer Fußballspieler
- Pedemonte, Elena (* 1952), italienische Schauspielerin
- Peden, Anthony (* 1970), neuseeländischer Bahnradsportler
- Peden, Douglas (1916–2005), kanadischer Radrennfahrer und Basketballspieler
- Peden, John (1863–1944), irischer Fußballspieler
- Peden, Mike (* 1960), britischer Musikproduzent
- Peden, Preston E. (1914–1985), US-amerikanischer Politiker
- Peden, Robbie (* 1973), australischer Boxer
- Peden, Rusty (1916–1995), kanadischer Radrennfahrer
- Peden, William (1906–1980), kanadischer Radrennfahrer
- Peder Bang († 1277), Bischof von Roskilde
- Pedergnana, Matteo (* 1980), italienischer Skibergsteiger
- Pedergnana, Maurice (* 1964), schweizerisch-kanadischer Ökonom
- Pederiva, Sascha (* 1982), Schweizer Theater- und FernsehschauspielerSascha Pederiva (* 1982)

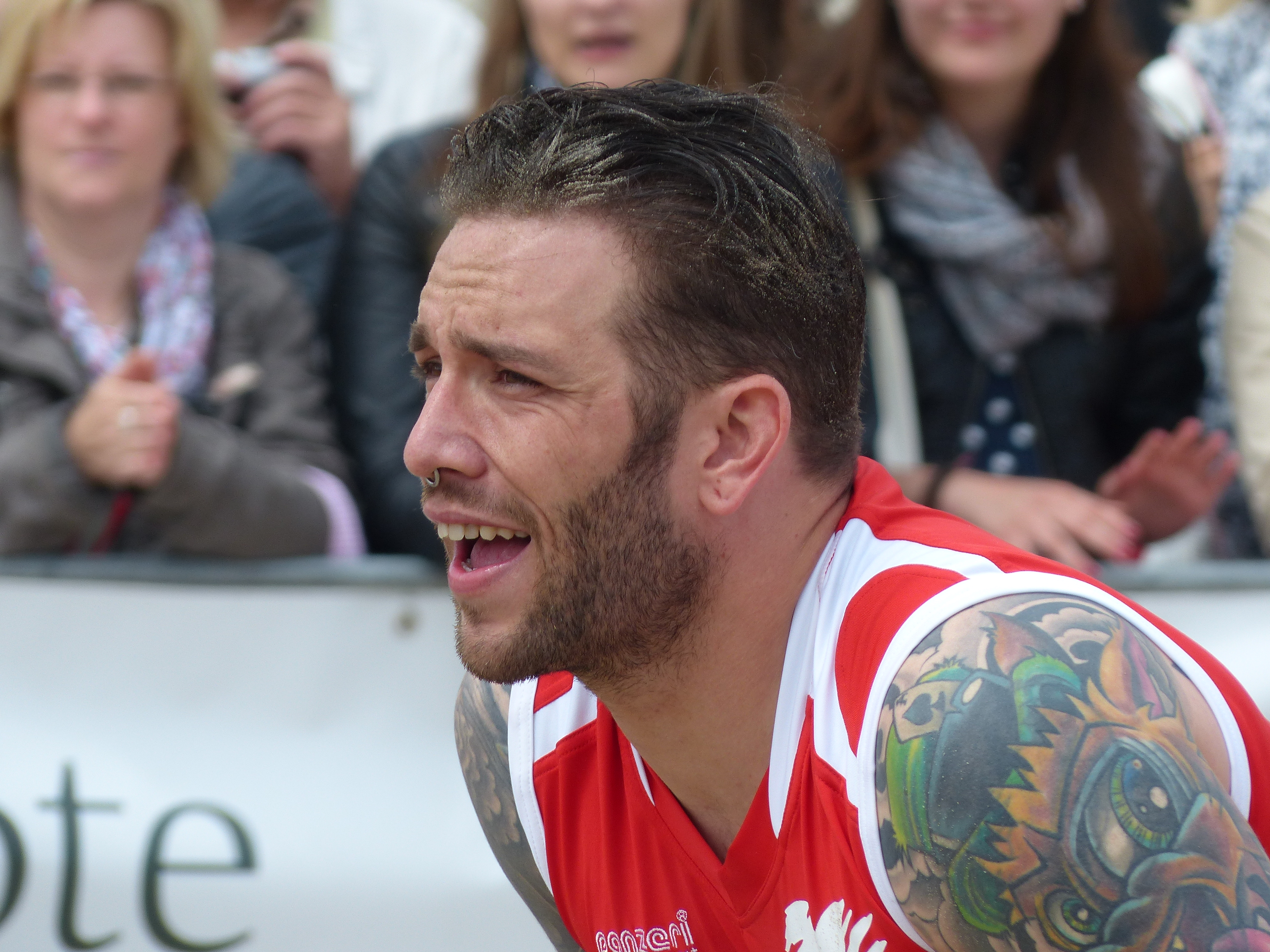
Sascha Pederiva (* 1982)

- Pedernera, Adolfo (1918–1995), argentinischer Fußballspieler und -trainer
- Pedernera, Juan Esteban (1796–1886), argentinischer Präsident
- Peders, Guntis (* 1973), lettischer Leichtathlet
- Pedersdotter, Anne († 1590), norwegische vermeintliche Hexe
- Pedersen Thura, Laurids (1598–1655), dänischer Lehrer, Orientalist und Pfarrer
- Pedersen, Aage (1921–1995), dänischer Elektrotechniker
- Pedersen, Aaron (* 1970), australischer Schauspieler und SynchronsprecherAaron Pedersen (* 1970)

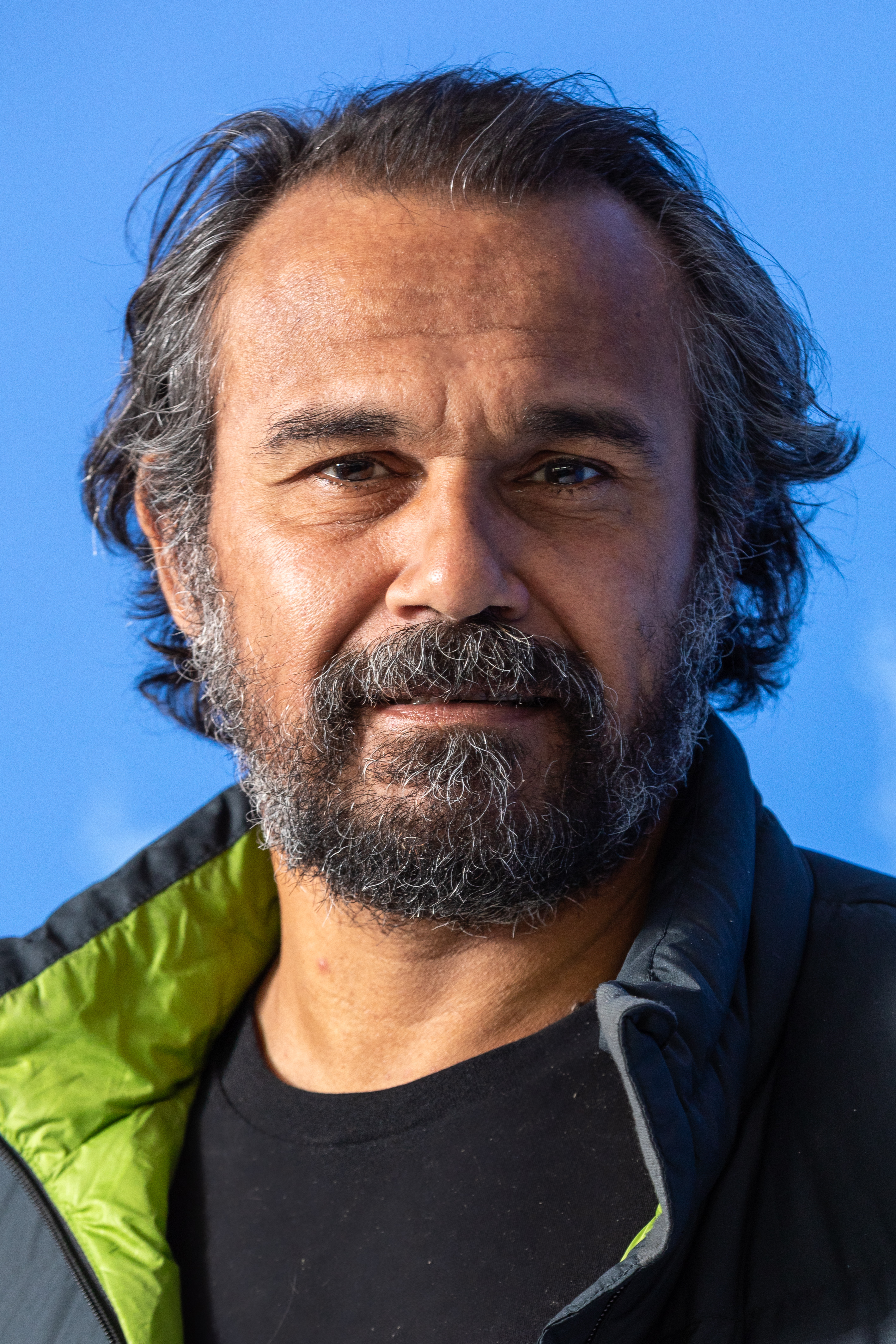
Aaron Pedersen (* 1970)

- Pedersen, Adolf (1863–1928), Vorsitzender des norwegischen Gewerkschaftsbundes
- Pedersen, Alberte Kjær (* 1998), dänische Langstreckenläuferin
- Pedersen, Alex (* 1966), dänischer Radrennfahrer
- Pedersen, Alexander (1891–1955), norwegischer Leichtathlet
- Pedersen, Allen (* 1965), kanadischer Eishockeyspieler und -trainer
- Pedersen, Alwin (1899–1974), dänischer Zoologe und Sachbuchautor
- Pedersen, Anders (1899–1966), dänischer Boxer
- Pedersen, Andrea Austmo (* 1994), norwegische Handballspielerin
- Pedersen, Anne Marie (* 1980), dänische Badmintonspielerin
- Pedersen, Anya (* 1968), deutsche Psychologin
- Pedersen, Arne Fog (1911–1984), dänischer Politiker (Venstre), Kirchenminister
- Pedersen, Arne W. (1917–1959), dänischer Radrennfahrer
- Pedersen, Atle (* 1964), norwegischer Radrennfahrer
- Pedersen, August (* 1994), norwegischer HandballspielerAugust Pedersen (* 1994)

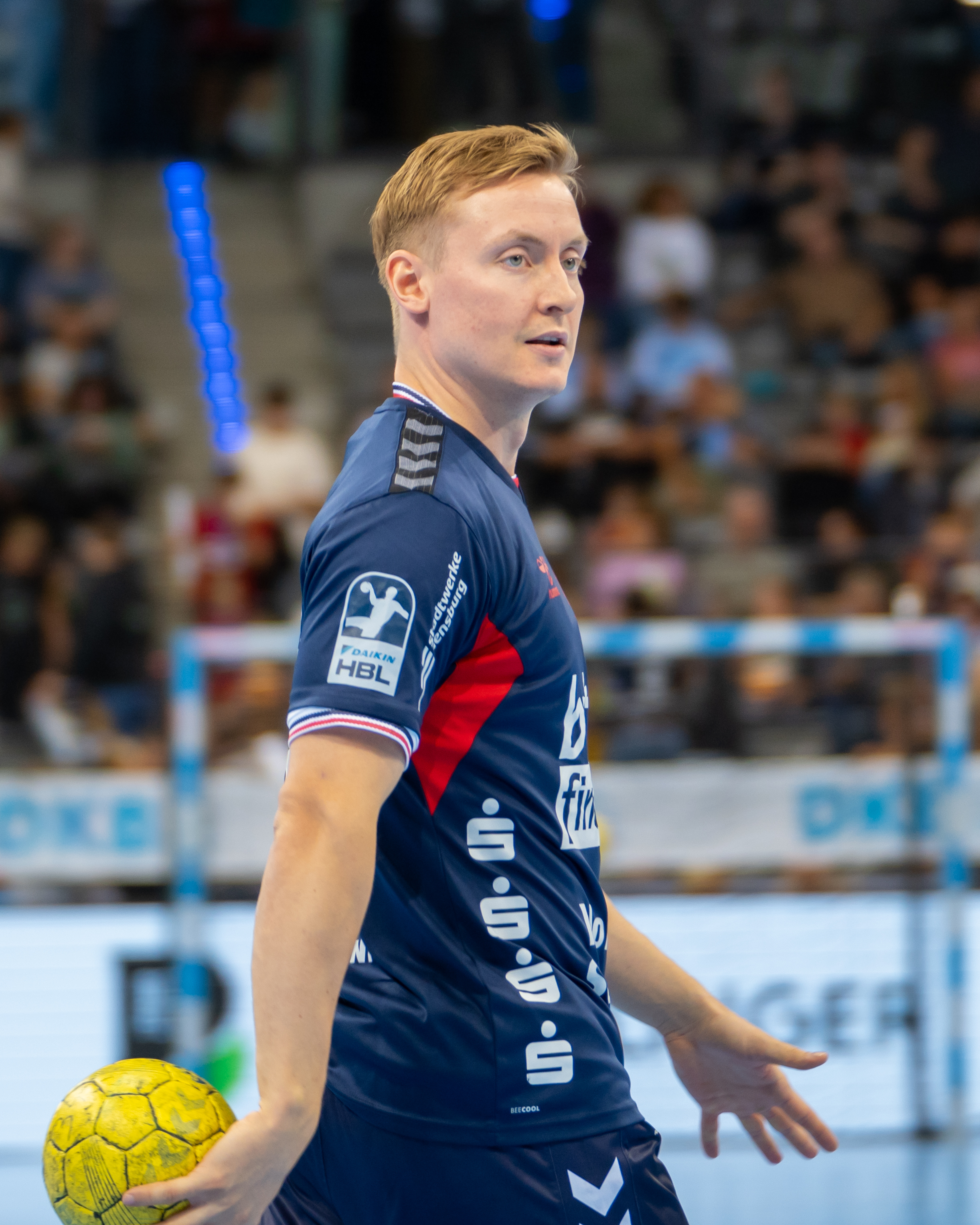
August Pedersen (* 1994)

- Pedersen, Bengt (* 1962), schwedischer Poolbillardspieler
- Pedersen, Benjamin (* 1999), dänischer Automobilrennfahrer
- Pedersen, Benny (* 1945), dänischer Radrennfahrer
- Pedersen, Bent (* 1945), dänischer Radrennfahrer
- Pedersen, Bent-Ove (* 1967), norwegischer Tennisspieler
- Pedersen, Bjørn (1935–2007), norwegischer Jazzmusiker (Kontrabass)
- Pedersen, Brian (* 1994), uruguayischer Fußballspieler
- Pedersen, Buuti (* 1955), grönländische Künstlerin
- Pedersen, Camilla (* 1983), dänische Triathletin
- Pedersen, Carl (1883–1971), dänischer Turner
- Pedersen, Carl (1884–1968), dänischer Ruderer und Olympiasieger
- Pedersen, Carl Alfred (1882–1960), norwegischer Turner und Leichtathlet
- Pedersen, Carl-Henning (1913–2007), dänischer Maler und Mitgründer der Malergruppe „Cobra“
- Pedersen, Casper (* 1996), dänischer RadsportlerCasper Pedersen (* 1996)

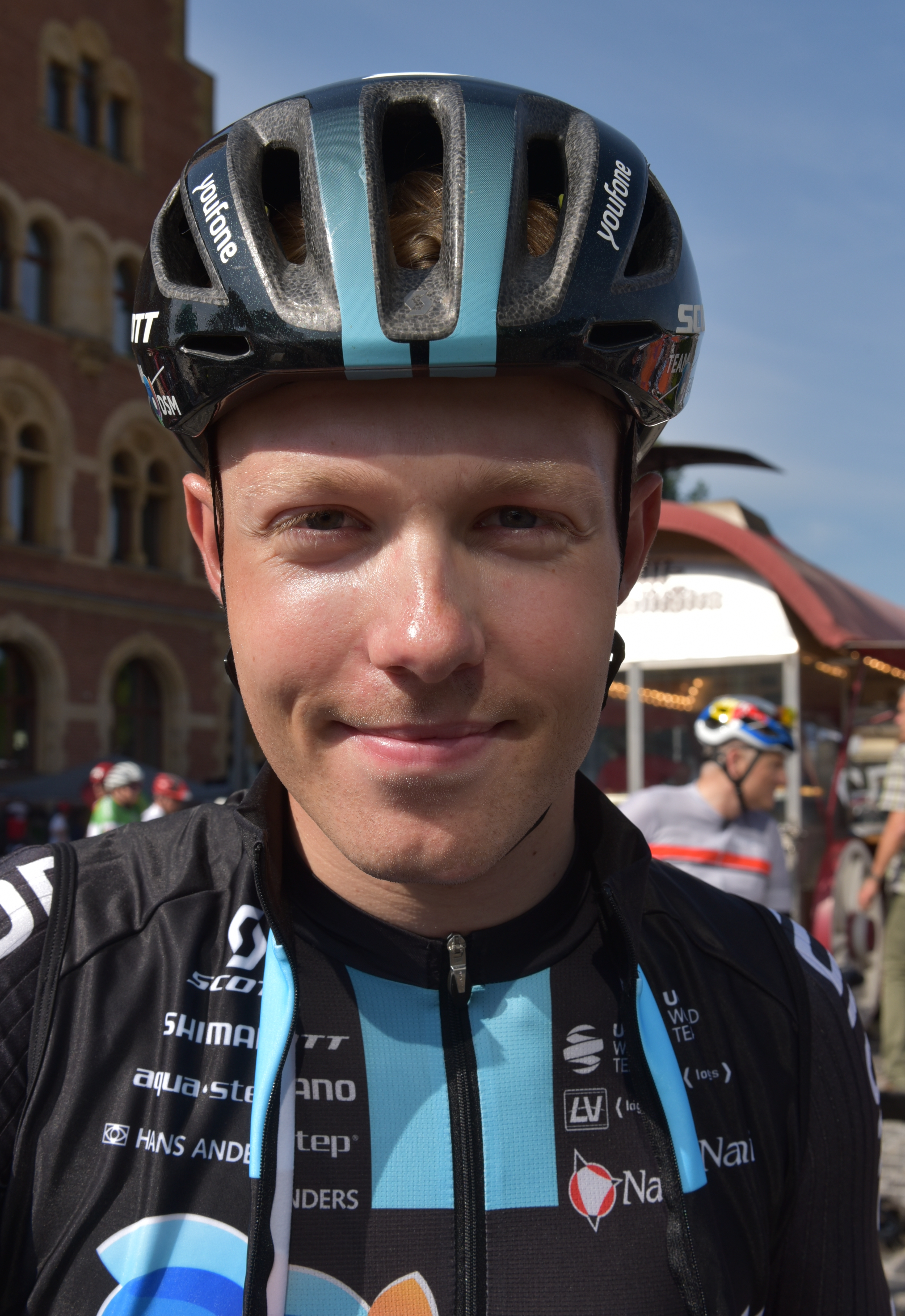
Casper Pedersen (* 1996)

- Pedersen, Cecilie (* 1990), norwegische Fußballspielerin
- Pedersen, Charles (1904–1989), amerikanischer Chemiker
- Pedersen, Christian (1920–1999), dänischer Radsportler
- Pedersen, Christiern († 1554), dänischer Humanist und Schriftsteller
- Pedersen, Christina (* 1981), norwegische Fußballschiedsrichterin
- Pedersen, Christinna (* 1986), dänische Badmintonspielerin
- Pedersen, Claus (* 1948), dänischer Tischtennisspieler
- Pedersen, Craig (* 1965), kanadischer Basketballspieler und -trainer
- Pedersen, Dag Erik (1959–2024), norwegischer Radrennfahrer und TV-Journalist
- Pedersen, Dynes (1893–1960), dänischer Turner
- Pedersen, Eivin One (1956–2012), norwegischer Jazz- und Improvisationsmusiker (Akkordeon, Piano und Komposition)
- Pedersen, Eskil (* 1984), norwegischer Politiker
- Pedersen, Finn (1925–2012), dänischer Ruderer
- Pedersen, Flemming (* 1963), dänischer Fußballtrainer
- Pedersen, Geir Otto (* 1955), norwegischer Diplomat
- Pedersen, Glynn (* 1981), kanadisch-britischer Skispringer
- Pedersen, Grete (* 1960), norwegische Dirigentin, Chorleiterin und Professorin für Chorleitung
- Pedersen, Gustav (1893–1975), dänischer Gewerkschafter und Politiker (Socialdemokraterne), Mitglied und Präsident des Folketing
- Pedersen, Guy (1930–2005), französischer Jazzmusiker und Komponist
- Pedersen, Håkon (1906–1991), norwegischer Eisschnellläufer
- Pedersen, Hanne (* 1963), dänische Fußballspielerin
- Pedersen, Hans (1887–1943), dänischer Turner
- Pedersen, Hans Eiler (1890–1971), dänischer Turner
- Pedersen, Heidi (* 1979), norwegische Fußballspielerin
- Pedersen, Helga (1911–1980), dänische Juristin und Politikerin, Mitglied des Folketing
- Pedersen, Helga (* 1973), norwegische Politikerin
- Pedersen, Helle (* 1963), dänische Fußballspielerin
- Pedersen, Helmer (1930–1987), dänisch-neuseeländischer Segler
- Pedersen, Henning Sloth (1954–2018), dänischer Mediziner
- Pedersen, Henrik (* 1975), dänischer Fußballspieler
- Pedersen, Henrik (* 1978), dänischer FußballtrainerHenrik Pedersen (* 1978)

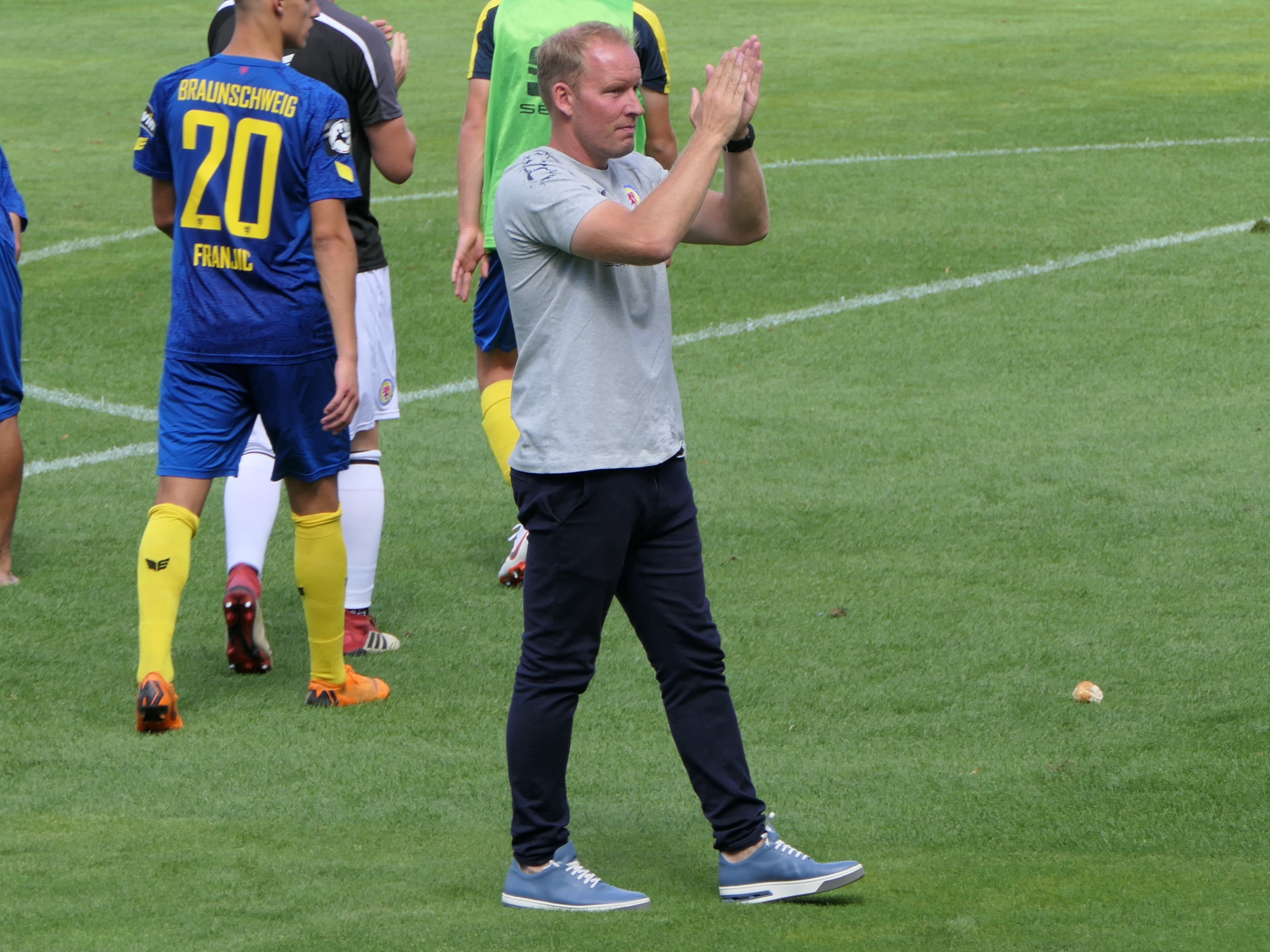
Henrik Pedersen (* 1978)

- Pedersen, Henrik (* 2004), dänischer Radrennfahrer
- Pedersen, Henrik Gunde (* 1969), dänischer Jazzpianist
- Pedersen, Herb (* 1944), US-amerikanischer Bluegrass-Musiker
- Pedersen, Hilde Gjermundshaug (* 1964), norwegische Skilangläuferin
- Pedersen, Holger (1867–1953), dänischer Linguist
- Pedersen, Ilka (* 1990), deutsche Fußballspielerin
- Pedersen, Inger (* 1950), dänische Fußballspielerin
- Pedersen, Isabelle (* 1992), norwegische Hürdenläuferin
- Pedersen, Isak Stianson (* 1997), isländischer Skilangläufer
- Pedersen, Jan O. (* 1962), dänischer Speedway- und Langbahnfahrer
- Pedersen, Jan Ove (* 1968), norwegischer Fußballspieler und -trainer
- Pedersen, Jarle (* 1955), norwegischer Eisschnellläufer
- Pedersen, Jesper (* 1999), norwegischer Parasportler
- Pedersen, Jimmi Roger (* 1965), dänischer Jazzmusiker (Kontrabass)
- Pedersen, Johannes (1892–1982), dänischer Turner
- Pedersen, Jon (* 1957), dänischer Dressurreiter
- Pedersen, Jørgen (1919–1997), dänischer Theologe, Kirchenhistoriker und Hochschullehrer
- Pedersen, Jørgen Vagn (* 1959), dänischer Radrennfahrer
- Pedersen, Jorn (* 1997), japanischer Fußballspieler
- Pedersen, Kasper (* 1984), dänischer Eishockeyspieler
- Pedersen, Katrine (* 1977), dänische Fußballspielerin
- Pedersen, Kjell (1930–2017), norwegischer Radrennfahrer
- Pedersen, Kjetil (* 1973), norwegischer Fußballspieler und -trainer
- Pedersen, Kristian (1878–1917), dänischer Turner
- Pedersen, Kristian (* 1994), dänischer Fußballspieler
- Pedersen, Kurt Bligaard (* 1959), dänischer Manager und politischer Beamter
- Pedersen, L. C. (1862–1929), dänisch-amerikanischer Unternehmer und Politiker
- Pedersen, Lars (* 1967), dänischer Badmintonspieler
- Pedersen, Laurits (* 2006), dänischer Fußballspieler
- Pedersen, Lene (* 1977), norwegische Skibergsteigerin
- Pedersen, Leonardo (* 1942), dänischer Jazzmusiker (Saxophon, Klarinette, Flöte) und Bigband-Leader
- Pedersen, Lisa Brix (* 1996), dänische Diskuswerferin
- Pedersen, Maasi (* 1984), grönländischer Musiker und Politiker (Inuit Ataqatigiit)
- Pedersen, Mads (* 1990), dänischer Badmintonspieler
- Pedersen, Mads (* 1995), dänischer RadsportlerMads Pedersen (* 1995)

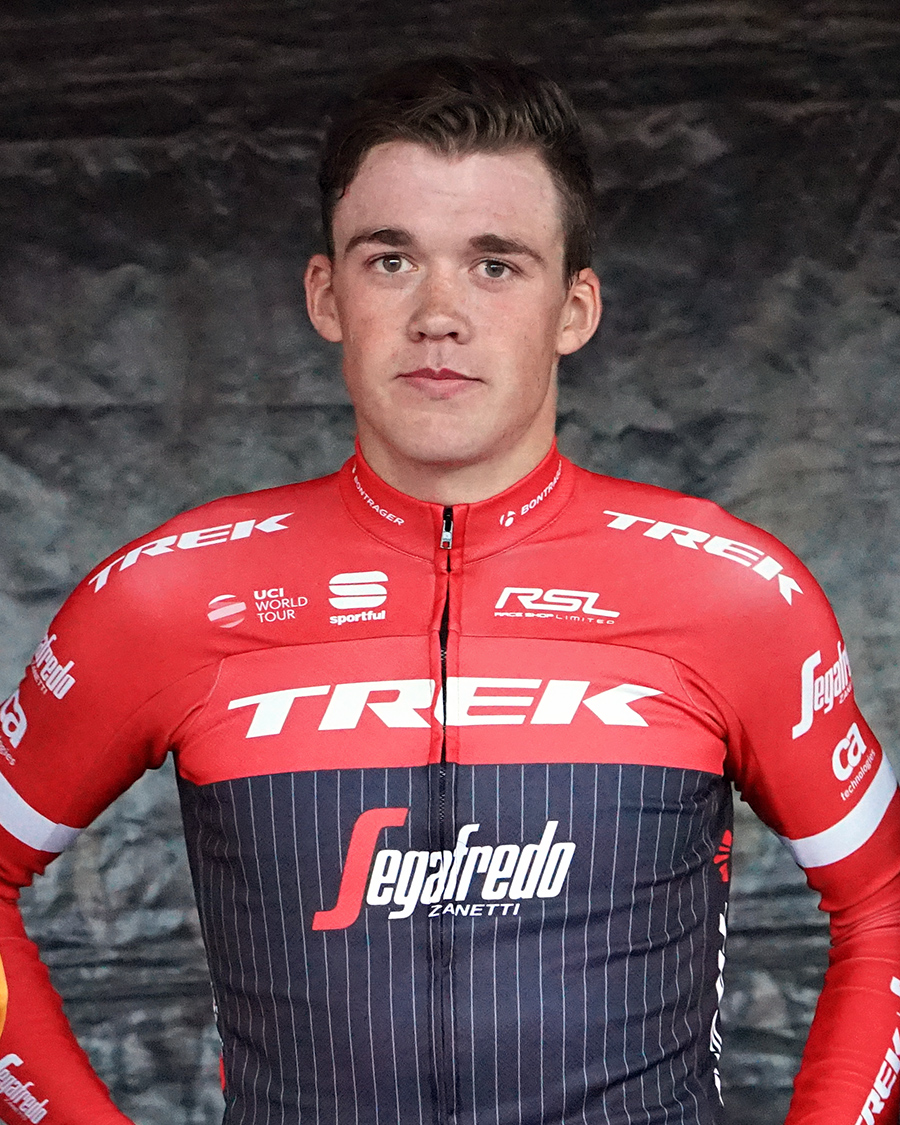
Mads Pedersen (* 1995)

- Pedersen, Mads (* 1996), dänischer Fußballspieler
- Pedersen, Manuel, uruguayischer Fußballspieler
- Pedersen, Marcus (* 1990), norwegischer Fußballspieler
- Pedersen, Marcus Holmgren (* 2000), norwegischer Fußballspieler
- Pedersen, Marianne (* 1985), dänische Fußballspielerin
- Pedersen, Mark (* 1991), dänischer Straßenradrennfahrer
- Pedersen, Martin (* 1983), dänischer Radrennfahrer
- Pedersen, Martin (* 1987), dänischer Tennisspieler
- Pedersen, Mathias (* 1997), dänischer Handballspieler
- Pedersen, Merete (* 1973), dänische Fußballspielerin
- Pedersen, Mette (* 1973), dänische Badmintonspielerin
- Pedersen, Mikael (1855–1929), dänischer Erfinder
- Pedersen, Mikkel (* 1997), dänischer Autorennfahrer
- Pedersen, Mogens N. (* 1939), dänischer Politikwissenschaftler und Hochschullehrer
- Pedersen, Morten (1537–1595), dänischer evangelischer Theologe, Historiker und Astronom
- Pedersen, Morten (* 1972), norwegischer Fußballspieler
- Pedersen, Morten (* 1980), dänischer Jazz-Pianist, Komponist und Musikpädagoge
- Pedersen, Morten Eide (* 1987), norwegischer Skilangläufer
- Pedersen, Morten Gamst (* 1981), norwegischer Fußballspieler
- Pedersen, Nicki (* 1977), dänischer Speedwayfahrer
- Pedersen, Nicklas (* 1987), dänischer Fußballspieler und -trainer
- Pedersen, Nivi (* 1989), grönländische Schauspielerin und Regisseurin
- Pedersen, Olaf (1884–1972), dänischer Turner
- Pedersen, Olaf (1920–1997), dänischer Wissenschaftshistoriker
- Pedersen, Oluf (1891–1970), dänischer Politiker (Retsforbundet), Mitglied des Folketing und Minister
- Pedersen, Paul (1886–1948), norwegischer Turner
- Pedersen, Paul (* 1935), kanadischer Komponist und Musikpädagoge
- Pedersen, Peder (1882–1966), dänischer Fußballspieler
- Pedersen, Peder (1945–2015), dänischer Radrennfahrer
- Pedersen, Peder Dorf (1897–1967), dänischer Turner
- Pedersen, Peder Larsen (1880–1966), dänischer Turner
- Pedersen, Peder Oluf (1874–1941), dänischer Physiker und Ingenieur
- Pedersen, Peder Thomas (* 1973), dänischer Schauspieler, Komponist und Musiker
- Pedersen, Per (* 1964), dänischer Radrennfahrer
- Pedersen, Per (* 1969), dänischer Fußballspieler, -funktionär und -kommentator
- Pedersen, Poul (1932–2016), dänischer Fußballspieler
- Pedersen, Ralph, US-amerikanischer Unterwasserarchäologe
- Pedersen, Rasmus (* 1997), dänischer Fußballspieler
- Pedersen, Rasmus (* 1998), dänischer Radrennfahrer
- Pedersen, Rikke Møller (* 1989), dänische Schwimmerin
- Pedersen, Robin (* 1996), norwegischer Skispringer
- Pedersen, Rune (* 1979), dänischer Fußballspieler
- Pedersen, Snorre (* 1972), norwegischer Skeletonpilot
- Pedersen, Sofie Junge (* 1992), dänische Fußballspielerin
- Pedersen, Solveig (* 1965), norwegische Skilangläuferin
- Pedersen, Stefi (1908–1980), deutsch-schwedische Psychiaterin und Hochschullehrerin
- Pedersen, Steinar (* 1976), norwegischer Fußballspieler und -trainer
- Pedersen, Susan (* 1953), US-amerikanische Schwimmerin
- Pedersen, Susan (* 1959), kanadische Historikerin
- Pedersen, Sven (* 1949), dänischer Schach- und Fernschachspieler
- Pedersen, Svend (1920–2009), dänischer Ruderer
- Pedersen, Sverre Lunde (* 1992), norwegischer Eisschnellläufer
- Pedersen, Terese (* 1980), norwegische Handballspielerin
- Pedersen, Terje (* 1943), norwegischer Leichtathlet
- Pedersen, Thomas Sunn (* 1970), dänischer Plasmaphysiker
- Pedersen, Thor (1924–2008), norwegischer Ruderer
- Pedersen, Thor (* 1945), dänischer Politiker, Mitglied des Folketing, Minister
- Pedersen, Thora (1875–1954), dänische Lehrerin, Schulinspektorin und Frauenrechtlerin
- Pedersen, Tom, norwegischer Radrennfahrer
- Pedersen, Torben Hede (1937–2000), dänischer Ombudsmann Grönlands
- Pedersen, Tore (* 1969), norwegischer Fußballspieler
- Pedersen, Torsten Schack (* 1976), dänischer Politiker (Venstre), Folketing-Mitglied und Minister
- Pedersen, Trine (* 1973), dänische Badmintonspielerin
- Pedersen, Trond Jøran (* 1958), norwegischer Skispringer und Skisprungtrainer
- Pedersen, Trygve (1884–1967), norwegischer Segler
- Pedersen, Viggo (1889–1965), dänischer Langstreckenläufer
- Pedersen, Willie Juul (* 1952), norwegischer Radrennfahrer
- Pedersen-Bieri, Maya (* 1972), Schweizer Skeletonfahrerin
- Pedersoli, Giuseppe (* 1961), italienischer Schauspieler, Filmproduzent und DrehbuchautorGiuseppe Pedersoli (* 1961)

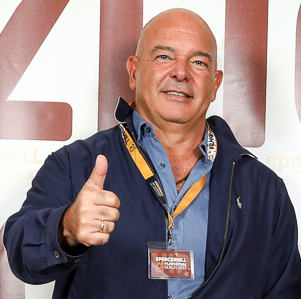
Giuseppe Pedersoli (* 1961)

- Pederson, Barry (* 1961), kanadischer Eishockeyspieler
- Pederson, Denis (* 1975), kanadischer Eishockeyspieler
- Pederson, Donald (1925–2004), US-amerikanischer Informatiker
- Pederson, Doug (* 1968), US-amerikanischer American-Football-Trainer und -Spieler
- Pederson, Lane (* 1997), kanadischer Eishockeyspieler
- Pederson, Mark (* 1968), kanadischer Eishockeyspieler, -trainer und -funktionär
- Pedersøn, Mogens († 1623), dänischer Komponist
- Pederson, Sally (* 1951), US-amerikanische Politikerin
- Pederson, Steve (* 1957), US-amerikanischer Tontechniker
- Pederson, Tom (* 1970), US-amerikanischer Eishockeyspieler und -trainer
- Pederson, Tommy (1920–1998), US-amerikanischer Jazz-Posaunist
- Pederssøn Beyer, Absalon (1528–1575), norwegischer Geistlicher, Historiker, Schriftsteller und Lehrer
- Pederssøn, Geble († 1557), norwegischer Geistlicher und erster lutherischer Superintendent
- Pédery, Árpád (1890–1914), ungarischer Turner
- Pederzani, Hans-Albert (1923–2021), deutscher Schriftsteller und Regisseur
- Pederzolli, Nicola (* 1974), österreichische Snowboarderin
- Pedetti, Maurizio (1719–1799), italienischer Architekt, tätig v. a. in Deutschland
- Pedetti, Nelson (* 1954), uruguayischer Fußballspieler
- Pedevilla, Juan (1909–2005), argentinischer Fußballspieler

### Pedi
- Pedicini, Carlo Maria (1769–1843), italienischer Geistlicher, Bischof und Kardinal der Römischen Kirche
- Pedicini, Piernicola (* 1969), italienischer Politiker
- Pedieus-Maler, griechischer Vasenmaler des rotfigurigen Stils
- Pedigo, Tom (1940–2000), US-amerikanischer Szenenbildner
- Pedini Amati, Federico (* 1976), san-marinesischer Politiker
- Pedini Angelini, Maria Lea (* 1954), san-marinesische Politikerin
- Pedini, Carlo (* 1956), italienischer Musiker und Komponist
- Pedini, Italo (* 1959), san-marinesischer Fußballspieler
- Pedini, Serge (1924–2010), französischer Fußballspieler
- Pedini, Vincenzo (1920–1987), san-marinesischer Politiker
- Pedit, Hermann (1933–2014), österreichischer Maler
- Pedius Cascus, Gnaeus, Suffektkonsul 71
- Pedius, Quintus († 43 v. Chr.), römischer Senator, Suffektkonsul 43 v. Chr.
- Pedius, Sextus, römischer Politiker und Jurist

### Pedl
- Pedler, Kit (1927–1981), britischer Mediziner, Parapsychologe und Science-Fiction-Autor
- Pedlosky, Joseph (* 1938), US-amerikanischer Ozeanograph und Meteorologe
- Pedlow, Gregory W. (* 1949), US-amerikanischer Offizier und Militärhistoriker
- Pedlow, Sam (* 1987), kanadischer Beachvolleyballspieler

### Pedn
- Pedneault, Roch (1927–2018), kanadischer Geistlicher, römisch-katholischer Weihbischof in Chicoutimi
- Pėdnyčia, Kazys (* 1949), litauischer Jurist, Rechtsanwalt, ehemaliger Generalstaatsanwalt Litauens

### Pedo
- Pedo Vergilianus, Marcus († 115), römischer Konsul 115
- Pedoe, Daniel (1910–1998), britischer Mathematiker und Geometer mit polnischen Wurzeln
- Pedõk, Stanislav (* 1988), estnischer Fußballtorhüter
- Pedolin, Cyrill (1998–2018), Schweizer Unihockeyspieler
- Pedone, Giorgia (* 2004), italienische Tennisspielerin
- Pedone, Rosetta (* 1983), deutsch-italienische SchauspielerinRosetta Pedone (* 1983)

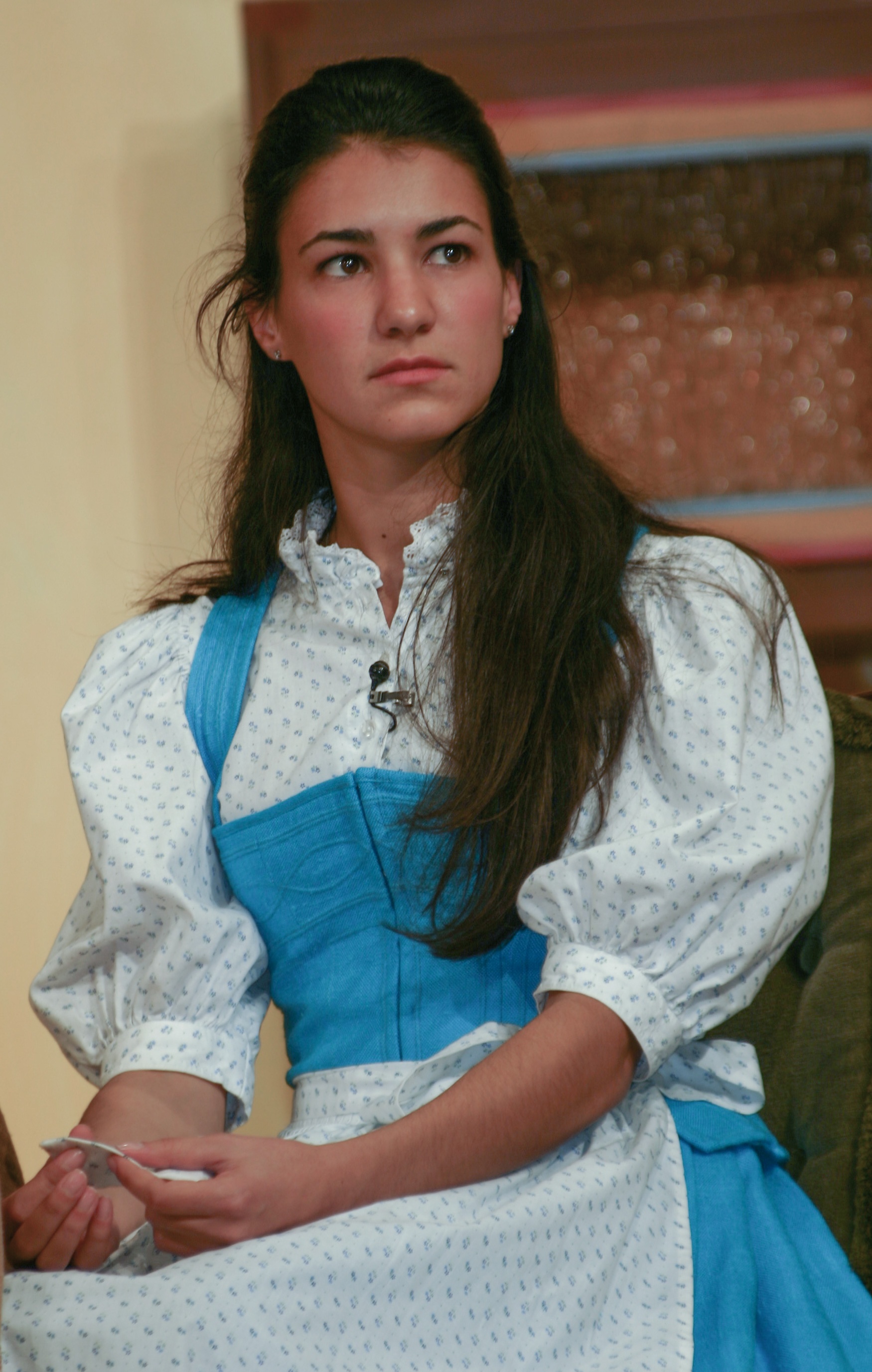
Rosetta Pedone (* 1983)

- Pedoulakis, Argyris (* 1964), griechischer Basketballspieler und -trainer

### Pedr
- Pedrad, Nasim (* 1981), iranisch-US-amerikanische Schauspielerin und Komikerin
- Pedrad, Nina, iranisch-US-amerikanische Fernsehproduzentin, Schauspielerin und Drehbuchautorin
- Pedraita, Urs, Schweizer Motorradfahrer
- Pedranzini, Fabrizio (* 1954), italienischer Skilangläufer
- Pedranzini, Roberta (* 1971), italienische Skibergsteigerin
- Pedraz, Alejandro (* 1990), spanischer Eishockeyspieler
- Pedraza Rodríguez, Lina Olinda (* 1955), kubanische Politikerin
- Pedraza, Alfonso (* 1996), spanischer Fußballspieler
- Pedraza, Ángel (1962–2011), spanischer Fußballspieler und -trainer
- Pedraza, José (1937–1998), mexikanischer Geher
- Pedraza, José (* 1989), puerto-ricanischer Boxer
- Pedraza, Luciana (* 1972), argentinische Schauspielerin, Regisseurin und Drehbuchautorin
- Pedraza, María (* 1996), spanische SchauspielerinMaría Pedraza (* 1996)

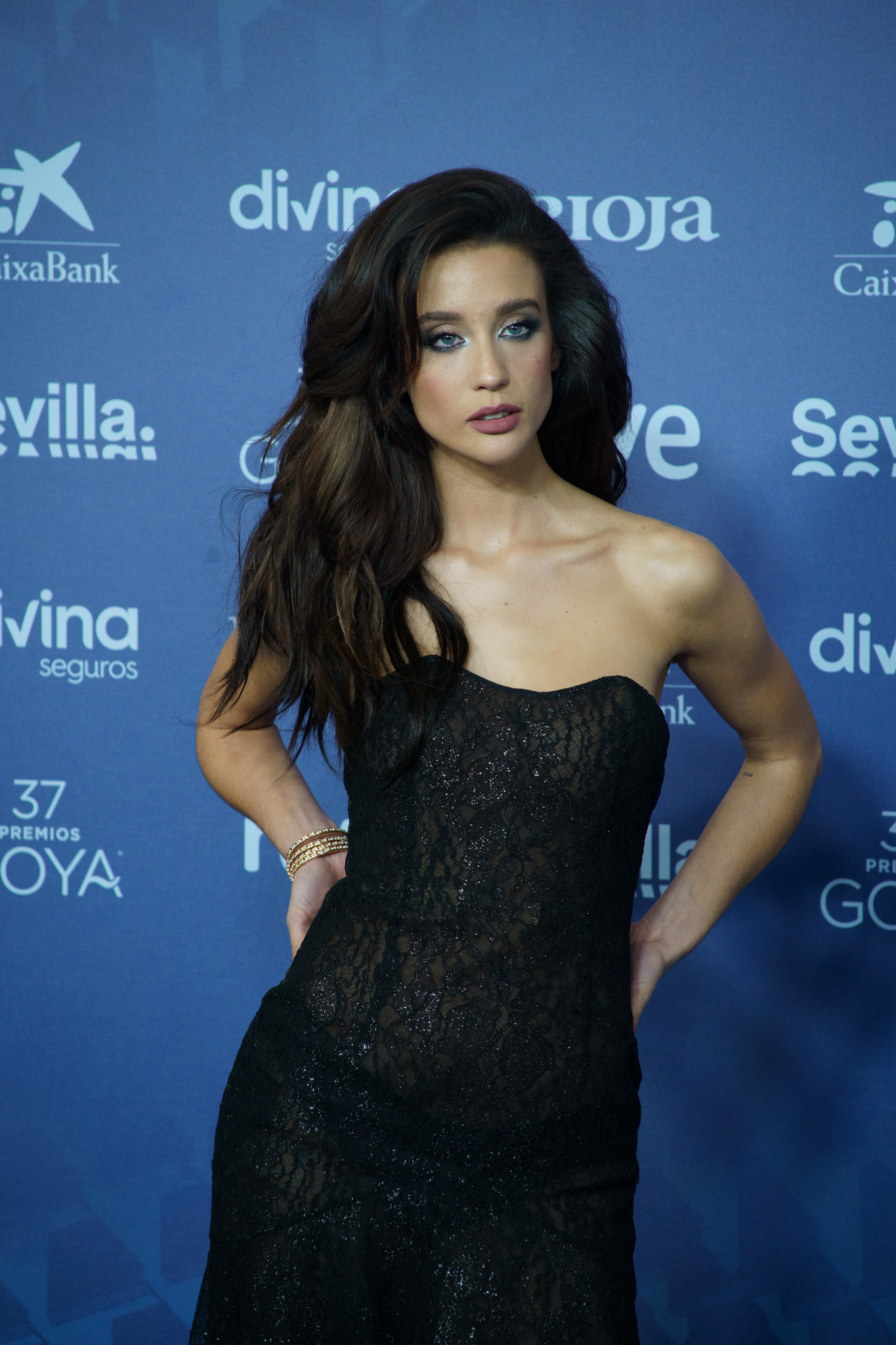
María Pedraza (* 1996)

- Pedraza, Miguel (* 1969), puerto-ricanischer Bogenschütze
- Pedraza, Walter (* 1981), kolumbianischer Radrennfahrer
- Pedrazza, Augusto (1923–1994), italienischer Comiczeichner
- Pedrazzi, Domenico (1815–1859), Schweizer Anwalt, Militär, Politiker, Tessiner Grossrat, Staatsrat und Ständerat
- Pedrazzi, Waldemar (* 1955), uruguayischer Straßenradrennfahrer
- Pedrazzini, Alberto (1852–1930), Schweizer Politiker und Schriftsteller
- Pedrazzini, Alex (1951–2021), Schweizer Politiker (CVP)
- Pedrazzini, Carlo (1909–1934), Schweizer Automobilrennfahrer
- Pedrazzini, Jean-Pierre (1927–1956), französisch-schweizerischer Fotograf
- Pedrazzini, Luigi (* 1953), Schweizer Journalist und Politiker
- Pedrazzini, Mario (1925–2007), Schweizer Rechtswissenschaftler
- Pedrazzini, Martino (1843–1922), Schweizer Anwalt, Rektor, Politiker, Tessiner Grossrat, Staatsrat und Nationalrat
- Pedrazzini, Massimo (* 1958), italienischer Fußballspieler und -trainer
- Pedrazzini, Mauro (* 1965), liechtensteinischer Politiker und Regierungsrat
- Pedrazzini, Michele (1819–1873), Schweizer Rechtsanwalt, Journalist, Politiker und Tessiner Grossrat und Nationalrat
- Pedrazzini, Otto (1915–1982), Schweizer Offizier und Brigadier
- Pedrazzini, Vincenzo (* 1960), Schweizer Politiker
- Pedrazzoli, Linda (* 1994), Schweizer Unihockeyspielerin
- Pedregosa, Noel (* 1964), philippinischer Geistlicher, römisch-katholischer Bischof von Malaybalay
- Pedreira, Rodrigo (* 1979), argentinischer Schauspieler
- Pedrell, Felip (1841–1922), spanischer Komponist
- Pedrero, Antonio (* 1991), spanischer Radrennfahrer
- Pedrerol i Busquets, Maria Amèlia (* 1950), katalanische Sängerin und Liedermacherin
- Pedrerol, Sergi (* 1969), spanischer Wasserballspieler
- Pedreros, Leonel (* 1962), chilenischer Fußballspieler
- Pedreros, Manuel (* 1954), chilenischer Fußballspieler
- Pedretti, Benoît (* 1980), französischer Fußballspieler
- Pedretti, Carlo (1928–2018), italienischer Kunsthistoriker
- Pedretti, Erica (1930–2022), Schweizer Schriftstellerin und bildende Künstlerin
- Pedretti, Gian (* 1926), Schweizer Plastiker, Maler und Schriftsteller
- Pedretti, Giuliano (1924–2012), Schweizer Bildhauer
- Pedretti, Marco (* 1991), Schweizer Eishockeyspieler
- Pedretti, Paolo (1906–1983), italienischer Radrennfahrer
- Pedretti, Sergio (* 1931), italienischer Autorennfahrer
- Pedretti, Thaisa Grana (* 1999), brasilianische Tennisspielerin
- Pedretti, Turo (1896–1964), Schweizer Maler und Graphiker
- Pedretti, Victoria (* 1995), US-amerikanische SchauspielerinVictoria Pedretti (* 1995)

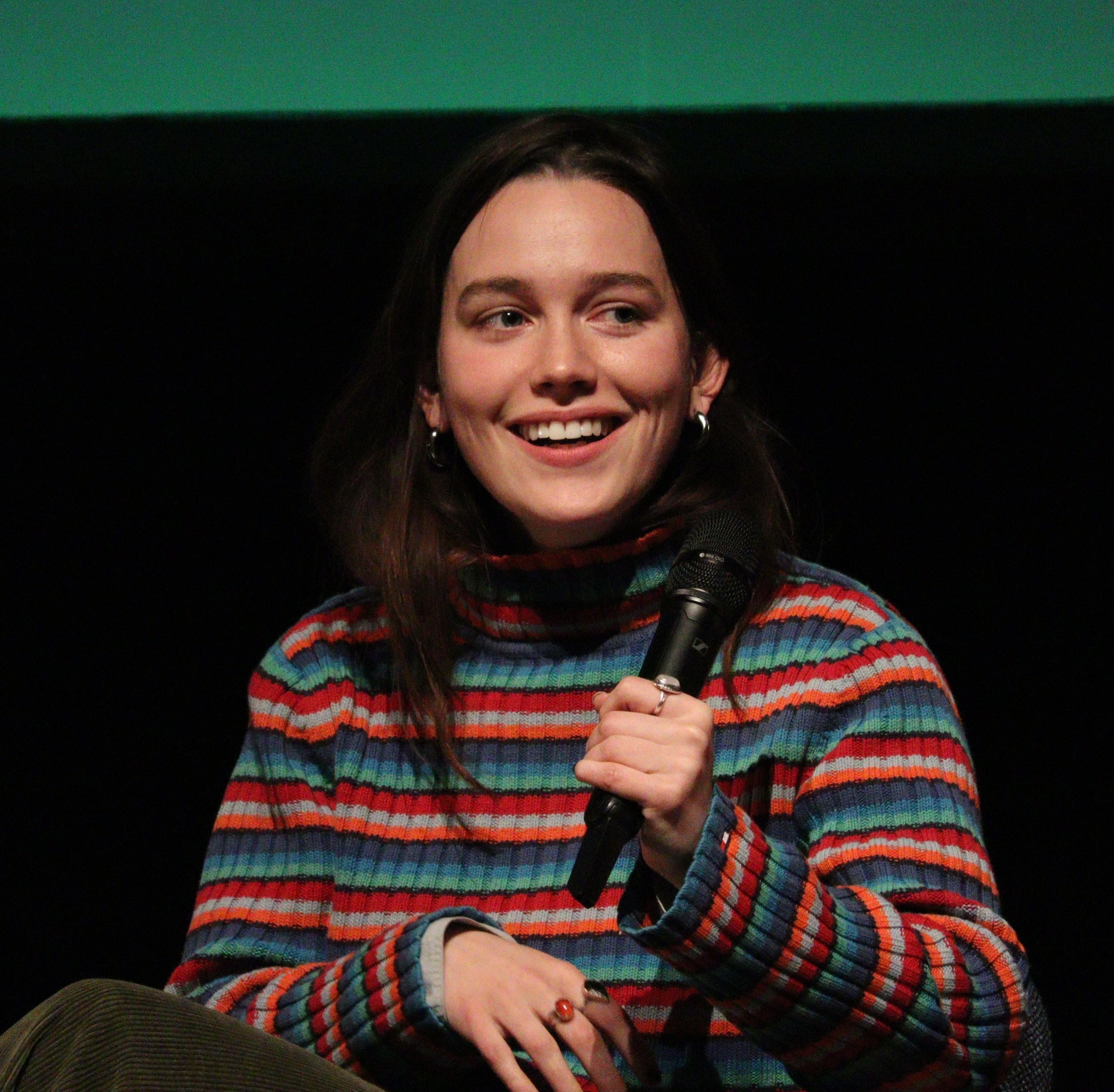
Victoria Pedretti (* 1995)

- Pedri (* 2002), spanischer Fußballspieler
- Pedriel Suárez, Ricardo (* 1987), bolivianischer Fußballspieler
- Pedriks, Keiso (* 1994), estnischer Leichtathlet
- Pedrina, Fabio (* 1954), Schweizer Politiker
- Pedrinha (* 1978), portugiesischer Fußballspieler
- Pedrinho (* 1998), brasilianischer Fußballspieler
- Pedrini, Omar (* 1967), italienischer Musiker
- Pedrini, Riccardo (* 1964), italienischer Schriftsteller
- Pedrini, Teodorico (1671–1746), italienischer Missionar, Cembalist und Komponist in China
- Pedro (* 1987), spanischer Fußballspieler
- Pedro (* 1997), brasilianischer Fußballspieler
- Pedro Barbosa da Silva Nunes, Tomás (1942–2010), portugiesischer Geistlicher, Weihbischof im Patriarchat von Lissabon
- Pedro de Cardona († 1450), Ritter des Ordens vom Goldenen Vlies
- Pedro de Gante (1486–1572), Franziskanermissionar in Mexiko
- Pedro de Montaigu († 1232), Großmeister des Templerordens
- Pedro Felipe (* 1997), brasilianischer Fußballspieler
- Pedro González de Lara († 1130), spanischer Adliger, Geliebter der Königin Urraca von León-Kastilien
- Pedro Iarley (* 1974), brasilianischer Fußballspieler
- Pedro León (* 1986), spanischer Fußballspieler
- Pedro, Eduardo de (* 1976), argentinischer Politiker
- Pedro, Gabriela, argentinische Schriftstellerin und Journalistin, Bildhauerin und Malerin
- Pedro, Javier de (* 1973), spanischer Fußballspieler
- Pedro, Javier Martínez (* 1963), mexikanisch-amerikanischer Maler und Illustrator
- Pedro, Jimmy (* 1970), US-amerikanischer Judoka
- Pedro, João (* 1998), osttimoresischer Fußballspieler
- Pedro, Joël (* 1992), luxemburgischer Fußballspieler und Nationalspieler
- Pedro, Laura (* 1989), spanische VFX Supervisorin
- Pedro, Pablo de (* 1980), spanischer Radrennfahrer
- Pedro, Roque de (1935–2019), argentinischer Komponist, Musikpädagoge, -journalist und -wissenschaftler
- Pedro, Tarkong († 1979), palauischer Pädagoge und Politiker
- Pedro, Teresa de (* 1944), spanische Informatikerin, Physikerin und Hochschullehrerin
- Pedro, Valeria (1973–2007), palauische Gewichtheberin
- Pedro, Violina Linda, tokelauische Bowls-Sportlerin
- Pedrocchi, Federico (1907–1945), italienischer Comicautor
- Pedroche, Cristina (* 1988), spanische Schauspielerin, Moderatorin, TV-Reporterin und Model
- Pedroia, Dustin (* 1983), US-amerikanischer Baseballspieler
- Pedrola, Estanis (* 2003), spanischer Fußballspieler
- Pedroli, Giuseppe (1836–1894), Schweizer Ingenieur, Politiker, Tessiner Grossrat und Staatsrat
- Pedroli, Guido (1928–1962), Schweizer Pädagoge und Politiker
- Pedrollo, Arrigo (1878–1964), italienischer Komponist
- Pedron, Bruno (1944–2022), italienischer Ordensgeistlicher, römisch-katholischer Bischof von Ji-Paraná
- Pédron, Pierrick (* 1969), französischer Jazz-Saxophonist
- Pedroni, Angelo (1914–1992), italienischer Geistlicher, römisch-katholischer Erzbischof und vatikanischer Diplomat
- Pedroni, Silvio (1918–2003), italienischer Radrennfahrer
- Pedroni, Tommy (* 1995), französischer Reality-TV-Teilnehmer und SchwimmsportlerTommy Pedroni (* 1995)

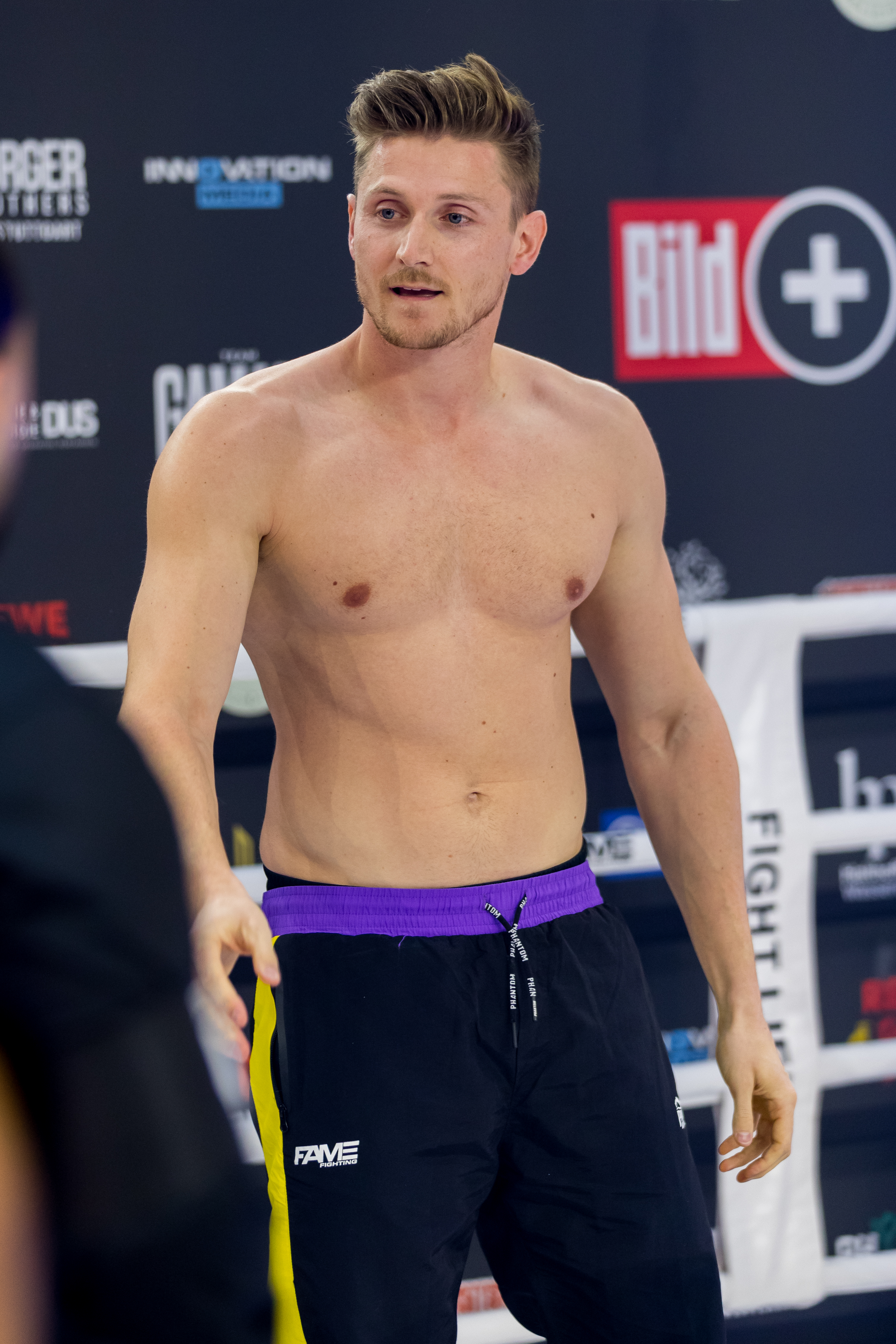
Tommy Pedroni (* 1995)

- Pedronini, Felice (1858–1910), italienischer USA-Einwanderer und Goldsucher
- Pedros, Reynald (* 1971), französischer Fußballspieler und -trainer
- Pedrosa Galán, José (* 1986), spanischer Fußballspieler
- Pedrosa y Guerrero, Antonio de la, spanischer Kolonialverwalter, Vizekönig von Neugranada
- Pedrosa, Adrià (* 1998), spanischer Fußballspieler
- Pedrosa, Cyril (* 1972), französisch-portugiesischer Comicautor, Grafiker und Illustrator
- Pedrosa, Dani (* 1985), spanischer Motorradrennfahrer
- Pedrosa, Inês (* 1962), portugiesische Schriftstellerin, Journalistin, Redakteurin
- Pedrosa, João (* 2000), portugiesischer Volleyball- und Beachvolleyballspieler
- Pedrosa, Mário (1900–1981), brasilianischer Kunstkritiker
- Pedroso Montalvo, Silvano (* 1953), kubanischer Geistlicher, römisch-katholischer Bischof von Guantánamo-Baracoa
- Pedroso, Carlos (1967–2024), kubanischer Fechter
- Pedroso, César (1946–2022), kubanischer Pianist, Komponist und Bandleader
- Pedroso, Endriel (* 2002), kubanischer Volleyballspieler
- Pedroso, Iván (* 1972), kubanischer Weitspringer
- Pedroso, Marquinhos (* 1993), brasilianischer Fußballspieler
- Pedroso, Yadisleidy (* 1987), italienische Leichtathletin kubanischer Herkunft
- Pedross, Elisabeth, italienische Bühnenbildnerin
- Pedroto, José Maria (1928–1985), portugiesischer Fußballspieler und -trainer
- Pedrotti, Carlo (1817–1893), italienischer Komponist, Dirigent und Musiklehrer
- Pedrotti, Enrico (1905–1965), italienischer Fotograf
- Pedroza, Eduardo (* 1974), panamaischer Jockey im GaloppsportEduardo Pedroza (* 1974)

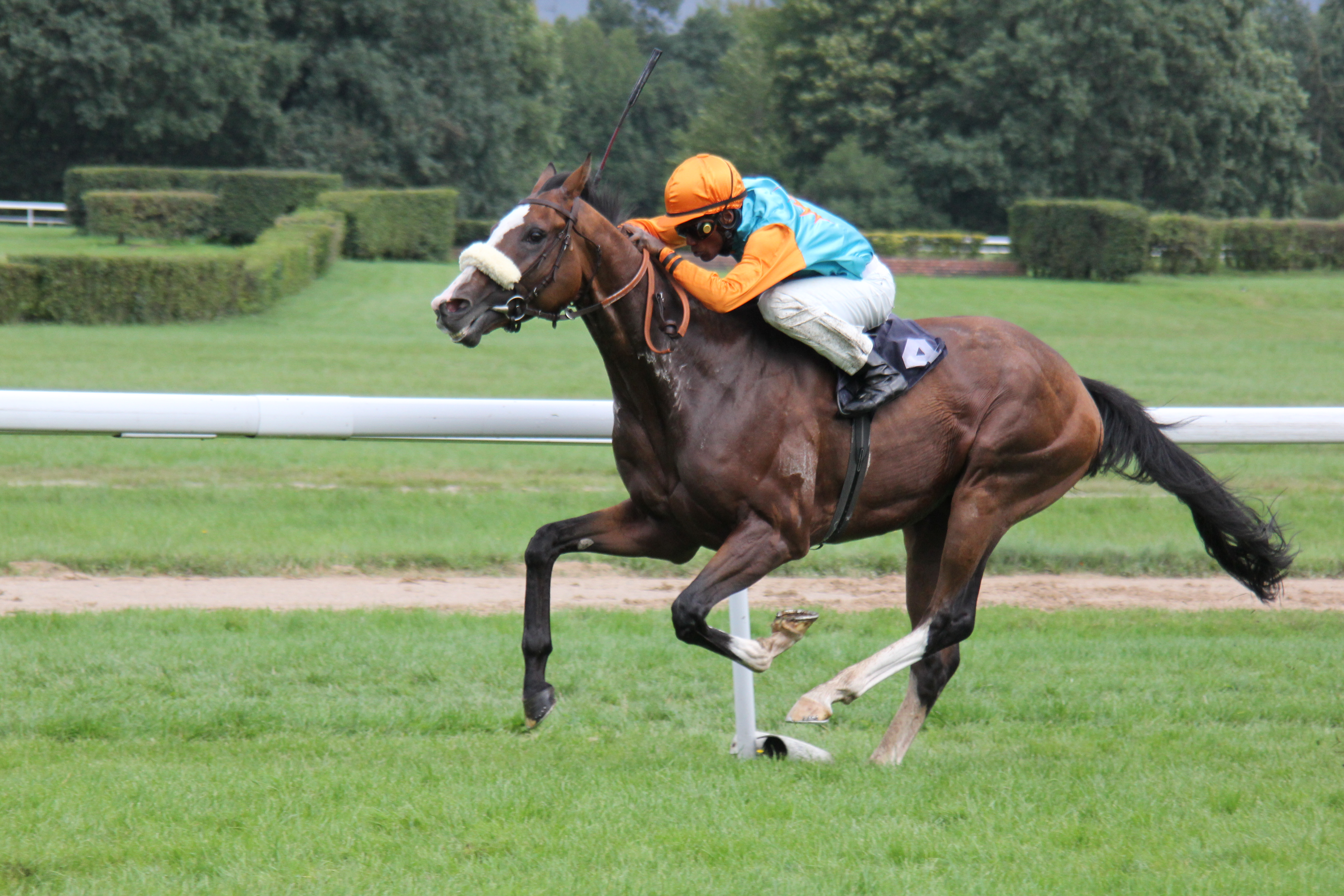
Eduardo Pedroza (* 1974)

- Pedroza, Eusebio (1956–2019), panamaischer Boxer
- Pedroza, Leonardo (1912–1976), venezolanischer Musiker und Orchesterleiter
- Pedroza, Rafael (* 1955), panamaischer Boxer im Superfliegengewicht
- Pedroza, Reinaldo Muñoz (* 1971), venezolanischer Generalstaatsanwalt
- Pedrozo, Kiko (* 1955), paraguayischer Harfenist
- Pedrozzi, Giovanni Battista (1711–1778), Schweizer Stuckateur des Rokoko
- Pedrozzi, Martino (* 1971), Schweizer Architekt und Hochschullehrer
- Pedrucci, Pedro (* 1961), uruguayischer Fußballspieler

### Pedu
- Pedubast, altägyptischer Beamter
- Peducaeus Marcianus, römischer Offizier (Kaiserzeit)
- Peducaeus Plautius Quintillus, Marcus, römischer Konsul 177
- Peducaeus Priscinus, Marcus, römischer Konsul 110
- Peducaeus Priscinus, Quintus, römischer Konsul 93
- Peducaeus Stloga Priscinus, Marcus, römischer Konsul 141
- Pedullà, Luciano (* 1957), italienischer Trainer der deutschen Volleyballnationalmannschaft der Frauen
- Pedusius Herennianus, Lucius, römischer Offizier (Kaiserzeit)
- Peduto, Bill (* 1964), US-amerikanischer Politiker der Demokratischen Partei
- Peduzine, Kelis (* 1983), kolumbianische Fußballspielerin
- Peduzzi, Anna Maria (1912–1979), italienische Autorennfahrerin
- Peduzzi, Christian (* 1991), schweizerisch-spanischer Unihockeyspieler
- Peduzzi, Dominicus Anthonius (1817–1861), niederländischer Maler und Lithograf italienischer Abstammung
- Peduzzi, Richard (* 1943), französischer Architekt und Bühnenbildner